# バトルスピリッツ
『バトルスピリッツ』（Battle Spirits）は、バンダイのトレーディングカードゲーム。2008年9月に発売。カードダス発売20周年を記念して製作された。略称は『BS』、『バトスピ』。

## 概要
『マジック・ザ・ギャザリング』や『デュエル・マスターズ』など、TCGに関わって来たマイケル・エリオットを基幹ゲームデザイナーに迎えており、各色彩が属性に関係するなどの共通点もあれば、コアと呼ばれる実体カウンターが実装されるなどの相違点も存在する。
その出自よりカードの販売ルートが通常の店頭販売以外にカード専用の販売機という特殊な販路が存在する、あまり例を見ない流通ルートが市場における特異性を持つTCGでもある。

## 基本的な遊び方
対戦は2名のプレイヤーにより、1対1で行われるが、計4名のプレイヤーにより、2対2で行われるタッグバトルもある。スピリットカードをフィールドに配置し、BPと呼ばれる強さを示した数値を比べることで戦わせる。ゲームを有利に進められるアルティメットカード、ブレイヴカード、ネクサスカード、マジックカードも存在。

## カードの種類
このゲームには5種類のカードが存在し、それらを組み合わせた「デッキ」（カードの束）を用いてゲームを行う。中でも基本となるのがスピリット、ネクサス、マジックの3つ。アルティメットとブレイヴはスピリットと同様、フィールドに召喚されて戦うものの、様々な部分がスピリットと異なっている。
スピリット
フィールド（戦場）に召喚されて相手と戦う、モンスターやメカを表すカード。
ネクサス
スピリットと同様、フィールドに配置され、様々な効果で味方をサポートするカード。
マジック
手札から直接使用するカード。使い捨てだが、その分強力な効果を持つ。
アルティメット
封印されしスピリットが究極復活した姿。召喚には特定の「召喚条件」を満たす必要があるが、それだけに強力である。
ブレイヴ
スピリットと合体（ブレイヴ）できる特殊なカード。スピリット2体やアルティメット、創界神（グランウォーカー）ネクサスと合体（ブレイヴ）できるものも存在する。

## 6つの属性
このゲームのカードは6つの属性のいずれかに属している。属性ごとに特徴があり、それを活かすことで、様々なデッキを作ることができる。属性はカードの枠の色で示され、複数の属性に属するカードも存在する。
赤
ドラゴンが多く存在する。攻撃を得意とし、アタック時に破壊やドローができる。
紫
ガイコツや魔物が多く存在する。相手のコアを落としたり、復活したりする効果を持つ。
緑
虫や獣が多く存在する。自分のコアを増やしたり、相手を疲労させたりするのが得意。
白
ロボットが多く存在する。防御を得意とし、相手を手札に戻したりできる。
黄
天使や伝説の生物が多く存在する。トリッキーな動きをし、マジックを使う戦術が得意。
青
巨人やゴーレムが多く存在する。デッキ破壊や、相手の行動を妨害するのが得意。

## 勝利条件
次のいずれかを満たしたプレイヤーが勝利し、その時点でゲームは終了する。
- 対戦相手のライフが0になった。
- 対戦相手のスタートステップで、相手のデッキが0枚だった場合。

## ゲームに必要なもの
デッキ
このゲームのカードを集めた束。ルールに従い、自分で自由に作成できる。カード40枚以上で作れれば、枚数の上限はない。同じ名前のカードは最大3枚まで入れられ、イラストやカードナンバーが違っていても、同じ名前であれば、同じカードとみなしている。ただし、カード名の末尾に付いた番号（同名カードの識別番号）が異なる場合や、「転醒」を持つカードで片面のカード名が異なる場合は、違うカードとして扱っている。また、契約カードは1種類（3枚まで）しか入れることができない。このほか、一部のカードだけは何枚でも入れられるものがある。
コア
ライフやコスト支払い、フィールドにあるカードのレベルアップなど、様々な用途に用いられるチップ。数が足りなくなった場合は代用品を用意する。コアとして使用できるなら、どのようなものを使っても構わない。ソウルコアを使用せずに遊ぶこともできる。
ソウルコア
ゲーム開始前にリザーブに置く4個のコアを1個だけにすることができる特別なコア。ほとんどの場合、通常のコアと同じように扱われ、コストを支払ったり、フィールドのカード上に置いたりして使える。ただし、このコアを対象とした効果（「封印」など）以外で、「リザーブ」「フィールドのカード上」「トラッシュ」以外の場所に置かれることはない。また、「封印中」や「煌臨」のようにこのコアを活用することで、発揮する効果もある。このコアの使用は任意だが、このようなカードをデッキに入れている時はこのコアを用意しておくことをおすすめしている。
専用デザインの施された実体アイテムが公式アイテムとして販売される前は前述の通りコアなら何でも代用可能となっており、このシステムは実体アイテム非所持者への救済手段として現在でも有効となっている。
プレイシート
各エリアや場所の名称、ターンシークエンスなど、プレイの手助けとなる様々な情報が記載されているシート。慣れてきたらなしでも楽しく遊べるが、最初はこのシートを使ってプレイすることをおすすめしている。
ライフ
プレイヤーの生命力。最初にライフとしてコアを5個置く（ダメージを受けるとライフはリザーブに移動する）。アタックをブロックせずにライフを減らす動作を「ライフで受ける」というが、一部のカード効果で回復することもある。プレイシートはコアを6個まで置くことができるようになっているものが多いが、ルール上、ライフの数に上限はない。
リザーブ
コアを貯めて置く場所。スピリットの召喚などのコストを支払うのに使用する。
トラッシュ
使用、破壊、消滅、破棄されたカードを上、コストなどで使用したコアを下に置く場所（コアは自分のリフレッシュステップでリザーブに戻る）。一部のカード効果においてカードは手札、コアはリザーブに戻ることもある。他のカードゲームにおける『墓地』に相当。
デッキ置き場
自分のデッキを裏にして置く場所。
カウントエリア
カウント数を表すコアを置く場所。
バーストエリア
バースト効果やミラージュ効果を持つカードを置く場所（バーストやミラージュは同時にセットできる）。バーストはコストを支払わずに裏向き、ミラージュはコストを支払って表向きでセットできる。
フィールド
スピリットやアルティメットを召喚、ネクサスを配置する場所。
ボイド
プレイシート外でゲームに未使用のコアを置いておく場所。

## ゲームの準備
プレイシートを広げたら、以下の手順でゲームの準備を進める。
※それぞれの場所の位置はプレイシートを参考にする。
1. プレイシートの外に「ボイド」となる場所を決め、そこに用意したコアを置く。
2. 自分のデッキをよくシャッフルし、その後相手に渡してシャッフルしてもらう。互いのシャッフルが終わったら、デッキを裏にして「デッキ置き場」に置く。

※契約カードを最初の手札に加えたい時は、シャッフル前にデッキから契約カード1枚を抜き出し、裏向きで相手に提示する。
1. ボイドからコアを5個取り、「ライフ」に置く。このコアがプレイヤーの生命力を表す。
2. ボイドからコアを3個、ソウルコアを1個取り、「リザーブ」に置く。

※ソウルコアを使わない場合、ボイドから通常のコアを4個取り、「リザーブ」に置く。
1. 自分のデッキからカードを4枚引き、手札にする。

※手札は相手に見えないように持つ。
※手札の内容が気に入らなくても、カードを引き直すことはできない。
※契約カードを最初の手札に加えたい時は、4枚引く代わりに3枚を引いた後、提示した契約カードの内容を相手に公開してから手札に加える。
1. 最後にプレイヤー同士でじゃんけんする。じゃんけんに勝った方が「先攻」か「後攻」かを自由に選べる。

## カードの基本的な見方
カードには以下のような情報が記されており、カードの枠の色が属する色を表している。なお、カードの種類によって枠の柄が異なる。
コスト
カードの使用（召喚、配置）時に支払いが必要なコアの数を表す数字。軽減シンボルの左隣のカードの左上に記載されている。なお、カードの種類によってマークが異なるが、バーストの場合、マークが強化されたような表現がなされている。
軽減シンボル
コスト支払い時に「コスト軽減」で減らすことができるコアの数を表すシンボル。コストの右隣のカードの左上に記載されている。
カードの種類
スピリット/アルティメット/ブレイヴ/ネクサス/マジックであることを表す。
カード名
スピリット/アルティメット/ブレイヴ/ネクサス/マジックの名前。覇王編までは外枠上に英語表記が描かれていたが、剣刃編以降は外枠の仕様変更に伴い、廃止された。
系統
スピリット/アルティメット/ブレイヴ/特別なネクサスが持つ分類。色ごとに傾向が決まっている。カード効果にはこの系統を参照するものも多く、同じ系統にまとめることで、各々のサポートが有利になることが多い。
Lv
フィールドのカード上に置くために必要なコアの数。現在はLv6までに存在する。スピリット/アルティメットはコア（最低でも1個（一部のスピリットは2個））あるいはソウルコアをフィールドのカード上に置いていないと最低Lvを保てなくなった時点で消滅するが、コア1個とソウルコアを交換したい場合、同時に入れ替え可能なため、その際に消滅しない。
BP
スピリット/アルティメット/ブレイヴの戦闘力を示すバトルポイント。レベルアップに応じて上昇するが、カード効果によっては一時的に上昇したり、減少したりすることもある。
効果
カードに書かれている文章のうち、ゲームで使用中に発揮するもの。
シンボル
主にカードの属性に対応している象徴。マジックと一部のブレイヴを除くカードの右下に記載されている。シンボルの数はコスト軽減時に参照されるほか、スピリットやアルティメットがアタックした時、相手のライフを減らせる数も示している。
6つの属性のほか、いくつか特殊なシンボルも存在している。また、神（ゴッド）シンボルには、6色いずれかの色を持つものもある（例：赤の神（ゴッド）シンボルは赤であり、神（ゴッド）のシンボル）。
- ルビー/赤の神（ゴッド）：赤
- アメジスト/紫の神（ゴッド）：紫
- エメラルド/緑の神（ゴッド）：緑
- ダイヤモンド/白の神（ゴッド）：白
- トパーズ/黄の神（ゴッド）：黄
- サファイア/青の神（ゴッド）：青
- アルティメット：究極（アルティメット）
- 創界神（グランウォーカー）ネクサス：神（ゴッド）

ブロックアイコン・レアリティ・カードナンバー
カードの枠右下に記載されたそのカードが封入されているシリーズを表すマークとその中での通し番号または入手難度を表したアルファベット。剣刃編以降はマークが廃止された。
種類表記
テキスト部分の背景に描かれたアルファベット。スピリットは「S」、アルティメットは「U」、ブレイヴは「B」、ネクサスは「n」、マジックは「m」、Xレアは「X」、XXレアは「XX」。星座編以降はカードのモチーフとなった星座や十二支が描かれているカードもある。
フレーバーテキスト
カードに書かれたバトルスピリッツの世界の物語。それぞれの属性の世界を旅する「放浪者ロロの異界見聞録の一節」やその同行者「トリックスター」、「交渉人ミクスの手記」などが書かれている。
イラストレーター
そのカードのイラストを描いた人物の名前。カード枠の右下に書かれている。有名イラストレーターやCGデザイナーなど数多くの人物が描いている。

## ターンの進め方
このゲームには数多くのカードが存在し、中にはこのルールの説明と相反する効果を持つものもある。カードの効果がルールと矛盾している場合、カードの効果を優先させる。
対戦は先攻プレイヤーと後攻プレイヤーの「ターン」（手番）を繰り返すことで進行する。さらに1ターンは、7つの「ステップ」に分かれている。各ステップに何も行うことがない場合でも、ステップ自体はなくならない。
※特に記載されていない限り、基本的に各ステップの行動はターンプレイヤー（現在、自分のターンを進めているプレイヤー）のみ行う。
この手順はアニメ第2作『バトルスピリッツ 少年激覇ダン』第2期EDにて歌詞で説明されている。
1. スタートステップ

ターンのスタートを宣言する。ここで発揮する効果がなければ、特に何もせず、コアステップに進む。
1. コアステップ※

ボイドから自分のリザーブにコア1個を移す。
1. ドローステップ

自分のデッキから1枚カードを引き、手札に加える。手札の枚数に上限はない。
1. リフレッシュステップ

自分のフィールド上にある、疲労（横向き）したカードを全て回復（縦向き）させる。また、トラッシュに置かれているコアを全てリザーブに戻す。
1. メインステップ

手札のカードを使用（召喚、配置）したり、リザーブやフィールドのカード上にあるコアを移動させたりと、様々な行動ができる。行いたい行動を全て終えたら、このステップを終了し、アタックステップに進む。
1. アタックステップ※

相手のライフを減らすため、自分のスピリットやアルティメットで「アタック」することができる。アタックしたいスピリットやアルティメットがいなくなったら、このステップを終了し、エンドステップに進む。
1. エンドステップ

ターン中に発生した一時的な効果はこのステップで無効になる。それからターンを終了し、相手プレイヤーのターンに移る。
※1ターン目（先攻プレイヤーの最初のターン）はコアステップやアタックステップが存在しないために飛ばして進める。

## メインステップの行動
ターンプレイヤーはメインステップに、以下のことを行える。各行動は自分の好きな順序で何回でも行える。
※バーストとミラージュのセットは、それぞれターンに1回のみ行える。
- スピリット/アルティメット/ブレイヴの召喚

手札にあるスピリットカード/アルティメットカード/ブレイヴカードを、コストを支払ってフィールドに「召喚」できる。召喚する際には、最低でもLv1（アルティメットはLv3）になるよう、召喚したカード上にコアを置く。
コストを支払えるなら、1ターンに何体召喚しても構わない。また、フィールドに出すことができるスピリットやアルティメットの数に制限はない。
アルティメットは「召喚条件」を満たしていないと召喚できない。
ブレイヴカードはスピリットとして召喚できるほか、合体（ブレイヴ）条件に合う対象（通常はスピリット）と「直接合体（ブレイヴ）」した状態で召喚することもできる。
- ブレイヴの合体（ブレイヴ）/分離/交換

フィールドにあるブレイヴを、合体（ブレイヴ）条件に合う対象と「合体（ブレイヴ）」したり、合体（ブレイヴ）した状態から「分離」したり、合体（ブレイヴ）する対象を「交換」したりすることができる。
- ネクサスの配置

手札にあるネクサスカードを、コストを支払ってフィールドに「配置」できる。配置する際に、ネクサスの上にコアを置くこともできる（置かない場合、ネクサスはLv1となる）。
コストを支払えるなら、1ターンにいくつ配置しても構わない。また、フィールドに配置できる数の制限もない。
特別なネクサスには、配置時にコアを置くことができない。
- マジックの使用

手札にあるマジックカードを、コストを支払って「使用」できる。メインステップには、マジックカードの効果のうち、「メイン」か「フラッシュ」いずれかの効果を発揮させることができる。使用したマジックカードは、効果を解決した後、トラッシュに置かれる。
- メインステップでの効果の使用

マジックカード以外でも、「フラッシュ」と指定されている効果を使用できる。一部のカードが持つ『自分のメインステップ』に任意で発揮できる効果も使用できる。
コスト支払いの必要はないが、効果の使用時に、指定された特定の条件を満たす必要がある場合もある。
- コアの移動

リザーブにあるコアとフィールドのカード上に置かれたコアはメインステップに自由に置き直すことができる（カード上のコアを減らしたり、あるいはリザーブに戻したりすることも可能）。
このときカード上のコアが増減することで、様々な変化が起こる。
ソウルコアも通常のコアと同様に置き直せる（通常のコアと入れ替えることも可能）。
特別なネクサスの上にあるコアは置き直すことができない。
スピリットの上にあるコアを減らし、Lv1を維持できなくなった場合、スピリットは消滅する（アルティメットの上にあるコアを減らし、Lv3を維持できなくなった場合も同様）。
- バーストのセット（ターンに1回）

ターン中に1回だけ、手札にあるバースト効果を持つカード1枚を、裏向きで「バーストエリア」にセットすることができる（コスト支払いの必要はない）。このカードは、特定の条件を満たしたとき、表にしてバースト効果を発動できる。
- ミラージュのセット（ターンに1回）

ターン中に1回だけ、手札にあるミラージュ効果を持つカード1枚を、表向きで「バーストエリア」にセットすることができる（このときミラージュコストの支払いが必要）。セットされたカードは、ミラージュ効果を発揮できる。

## コストとコア
手札のカードを使うときは、コストとしてコアを支払う必要がある。このときフィールドにあるカードに、使うカードの軽減シンボルと同じ色のシンボルがあれば、その数に応じて、コストとして支払うコアの数を減らす（コスト軽減）。
リザーブにあるコアと、フィールドのカード上に置かれたコアは、メインステップに自由に置き直すことができる。また、様々な効果によってカード上のコアが増減したり、コスト支払いなどのためにカード上のコアが減ったりすることもある。

## アタックステップの行動
アタックステップでは、相手のライフを減らすため、スピリットやアルティメットで「アタック」（攻撃）することができる。アタックは1体ずつ行われ、アタック宣言から始まる一連の手順を「バトル」と呼ぶ。
※1ターン目（先攻プレイヤーの最初のターン）には、アタックステップがない。
1. アタック宣言（バトル開始）

攻撃側（ターンプレイヤー）は自分の回復状態（縦向き）のスピリットやアルティメットを1体選び、アタックを宣言する。同時にアタックしたことを示すため、カードを疲労状態（横向き）にする。
この処理が行われた時点で「アタック時」効果や「バトルしたとき」に発生する効果が発揮する。
このターンに召喚したスピリットやアルティメットもアタックできる。
アタックしたスピリットやアルティメットがこのタイミングでフィールドからいなくなっても、バトルは終了せずにフラッシュタイミング（1回目）に移る。
アタック宣言が行われなかった場合、アタックステップは終了する。
1. フラッシュタイミング（1回目）

フラッシュタイミングは最大2回あり、マジックカードのフラッシュ効果などを使用できる。
1. ブロック宣言

防側御（非ターンプレイヤー）は自分の回復状態のスピリットやアルティメットを1体選び、アタックしてきたスピリットやアルティメットをブロック（防御）することができる。ブロック宣言したときもアタックと同様に、ブロックしたスピリットやアルティメットを疲労状態にする。
ブロックが宣言され、処理が行われた時点で「ブロック時」効果や「バトルしたとき」に発生する効果が発揮する。
2体以上のスピリットやアルティメットで同時にブロックすることはできない（一部例外の効果を持つカードもある）。
1. フラッシュタイミング（2回目）

2回目のフラッシュタイミングはブロック宣言が行われた場合にのみ発生する。ブロック宣言が行われなかった場合は、この手順を省略し、バトル解決に進む。
1. バトル解決

ブロック宣言が行われなかった場合、アタックしたスピリットやアルティメットのシンボルと同じ数だけ防御側のライフに置かれたコアを減らし、リザーブに移す。それからバトル終了に進む。
ブロック宣言が行われた場合、アタック/ブロックしたスピリットやアルティメットのBPを比べる。それからスピリット/アルティメットの破壊に進む。
「バトル解決時」に発生する効果がある場合、ライフを減らす前やBPを比べる前の段階で効果を解決する。
ブロックしたスピリットやアルティメットがその後にフィールドからいなくなっても、ブロックは成立しているため、 防御側のライフは減らない。
1. スピリット/アルティメットの破壊

バトル解決時にBPを比べた結果、よりBPが小さい側は破壊される。BPが同じだった場合、引き分けとなり、両者とも破壊される。
破壊されたスピリットやアルティメットはトラッシュに移動し、その上に置かれていたコアはリザーブに戻る。
破壊によって発生する効果がある場合、破壊されたスピリットやアルティメットがトラッシュに置かれる前の段階で効果を解決します。
「バースト：相手による自分のスピリット破壊後」のバーストはBPを比べて破壊された時にも発動できる。
1. バトル終了

この時点で「バトル終了時」の指定がある効果が発揮する。また、「アタック時」や「ブロック時」、「このバトルの間」などの指定がある効果はここで無効になる。その後、「バトル終了後」の指定がある効果があれば、ここで発揮する。
効果の解決が一通り終わった後、ほかに回復状態のスピリットやアルティメットがいる場合、ターンプレイヤーは再びアタックを宣言できる。アタック宣言から手順を繰り返す。
「バトルを終了する」効果が発揮したときも「バトル終了時」の指定がある効果は発揮する。
アタックできるスピリットやアルティメットがいないときやこれ以上アタックしないことを選んだら、このステップは終了する。

## 用語
回復
カードを縦向きにすること。スピリットやアルティメットがアタック/ブロックできる状態になること。基本的にはリフレッシュステップでこの状態にする。
疲労
カードを横向き（他のTCGにおけるタップ・レスト状態）にすること。スピリットやアルティメットがアタック/ブロックできない状態になること。
フィールドを離れる
フィールドにいるスピリットやアルティメットが消滅と破壊、手札かデッキに戻る、ゲームから除外でフィールド以外に移ること。
破壊
スピリット/アルティメット/ブレイヴ/ネクサスが相手スピリットのアタックにより、フィールドからトラッシュに置かれること。
消滅
スピリット/アルティメットのカード上に置かれたコアが減ったことで、最低Lvを保てなくなり、トラッシュに置かれること。破壊とは異なり、破壊時効果は発生しない。剣刃編までは最低レベルを維持するために必要なコアがなくなったカードはLv0となり、破壊されるというものだったが、バトルや効果による破壊と被ることと、レベル3からスタートするアルティメットが登場したため、現在の記述となった。
除外
他のコアとカードと混ざらないようにプレイシート以外の別の場所に置き、ゲーム中に使えなくすること。
ハイランカー
プロ級の強さを誇るカードバトラーを指す言葉。ショップ大会などで勝ち上がると公式大会に優先的に参加できる「ハイランカーパス」を手に入れることができる。
手札事故
戦術ないし戦略上に必要となる手札を事前に準備し損ねること。例えば、最初の手札がマジックだけ、自分のターンで使えるカードが1枚も無い、スピリットが1枚も入っていない、といった場合を指す。因みにゲーム開始時の手札交換は原則禁止である。

## 特徴
最大の特徴はスピリット召喚やマジック使用などのコストリソースを「コア」と呼ばれる宝石型の実体カウンターで全て管理していることである。そのため、従来のTCGのようにコスト支払いのリソースを手札から生成しなくても済むようになっている。コアは自身のコアステップで毎ターン1個ずつ増加し、リフレッシュステップで前のターンでコストとして使用したコアが再び使用可能となる。また、ダメージカウンターとして使用しているコアもライフが減少するとリザーブへ送られ、コストとして使用することが可能となる。つまり、ターンが進んだり、ライフが減少したりするほど自身の使用可能コストが増えていくことになり、より強力なスピリットやマジックを使いやすくなる。また、ほとんどのスピリットやマジックは場にある同色のスピリットの数に対応して召喚コストを軽減することが可能であり、その分をスピリットの上に載せて強化したり、マジック使用のためにコアを温存しておいたりというフィールドの状況に応じたコア運用の戦術が重要になってくる。実際、バトルスピリッツでは戦術無限大を謳っている。さらに、手札やコアの数に上限が存在せず、コアの続く限りはスピリットを数限りなく、召喚しても問題ないという自由度の高さも特徴。

## レアリティ
入手の容易な順にC（コモン）、U（アンコモン）、R（レア）、M（マスターレア）、X（エックスレア）となっており、レア以上のレアリティのカードには箔押し、彫り物加工など、いわゆる光り物加工が施されている。天醒（第7弾）までは1ボックスあたりR8枚、M3枚、X1枚であったが、戦嵐（第8弾）以降は1ボックスあたりR9枚、M2枚、X2枚になっており、マスターレアとXレアで入手の難易度に差がなくっている。聖剣時代（第19弾）以降はR9枚、M2枚、X3枚（内1枚はソードブレイヴ）となっており、マスターレアの方が入手難易度が上がっている。アルティメットバトル01（第24弾）以降はR9枚、M3枚、X2～3枚（アルティメット2枚+50％の確率でスピリット）になっており、マスターレアの入手難易度は下がったもののレアやスピリットのXレアの入手難易度は上がった。烈火伝 第1章（第31弾）はR8枚、M2～3枚（75％の確率でさらに1枚）、X2枚、XXレア0～1枚（25％の確率でマスターレア枠内で1枚封入）になっており、レアとXレアの入手難易度が上がり、烈火伝 第2章（第32弾）以降はR6枚、M3～4枚（75％の確率でさらに1枚）、X2枚、XXレア0～1枚（25％の確率でマスターレア枠内で1枚封入）になっており、マスターレアの入手難易度が下がり、レアの入手難易度が上がった。第35弾（十二神皇編 第1章）以降はアンコモンが廃止され、1パックにレア以上のカードが1枚確定し、R12～14枚（CPカード有りの時は12枚）、M3～4枚（75％の確率でさらに1枚）、X2枚、XXレア0～1枚（25％の確率でマスターレア枠内で1枚封入）になっており、レアの確定枚数が倍増した。第40弾（伝説ノ英雄）ではXレアの背景がカーボンカラーのパラレルバージョンが登場する。
烈火伝 第1章（第31弾）より、Xレアを越えた上位種、XXレア（ダブルエックスレア）が登場した。また、烈火伝 第3章（第33弾）で六絶神、十二神皇編 第4章（第38弾）で起源龍が全て出揃う。2021年9月現在、77種類のXXレアの存在が確認されており、入手難易度が640枚に1枚の確率で非常に高い。カードフレームはカードタイプに関係なく、XXレア独自のカードフレームになっており、背景のカラーも金色に輝く。全体的にXレアよりも強力な総合パフォーマンスを持つ。その中で六絶神のスピリットは発揮条件が厳しい超絶強力な効果を持ち、起源龍のスピリットは封印時に相手の効果を受けない効果を持つ。XXレアは基本的に弾ごとに2枚収録されているが、十二神皇編 第5章（第39弾）は史上初のXXレアトリプル構成となっており、背景がカーボンカラーのパラレルバージョンも登場している。アニメシリーズでは『バトルスピリッツ ミラージュ』放送終了時点で、6枚のXXレアカードがアニメに登場している。そのうち3枚がXXレアスピリットで、3枚がXXレアアルティメットが登場している。
神煌臨編 第1章から超煌臨編 第4章までにはバトルスピリッツ10周年記念レアリティである10thXレアが登場。神煌臨編 第4章と超煌臨編では『バトルスピリッツ サーガブレイヴ』で登場した馬神 弾のキースピリットや12宮10thXレアが収録された。
転醒編以降はバトスピ史上初の両面カードである転醒カードの登場により、転醒レアと転醒Xレアが追加された。
そのほか、限定パックなどに収録されるEX、雑誌付録やイベントなどで入手できるP（プロモーション）、大会の賞品として配布されるPX（プロモーションXレア、通称裏Xレア）がある。

## タッグバトル
2vs2の対戦方式で、チームワークが求められる。通常との違いとしては
- チームライフは8、チームリザーブのコアは4個で開始される。
- ネクサスの効果は、プレイヤーチーム全体にも与える。
- マジックの効果は、自分と味方のどちらかで効果を与えなければならない。
- パートナーのデッキと同じ色のカードを入れてはいけない。

以上のルールがある。
星座編以降は混色化が進む環境では「同じ色を入れてはいけない」という制約は厳しく、アニメでも『バトルスピリッツ ブレイヴ』以降、タッグバトルは登場していなかった。なお、『バトルスピリッツ ダブルドライブ』で再登場しているが、実大会とはルールが異なっていた。

## カードセット

### ブースターパック
- 第1弾(BS01) 2008年9月13日発売。

構築済みデッキ「爆炎の流星～BURNING STARDUST～」：全19種（C:10、U:5、R:3、M:1）48枚入
構築済みデッキ「混沌の守護神～CHAOS GUARDIAN～」：全19種（C:10、U:5、R:3、M:1）48枚入
ブースター：全115種（C:73、U:17、R:14、M:7、X:4）自販機ブースター 4枚入、ブースターパック 8枚入
最初のブースターパックであり、2015年12月19日にこれらのカードがソウルコア環境でパワーアップしたリバイバルブースター【龍皇再誕】が発売された。リバイバルブースター【龍皇再誕】はBS01とは違い、1BOXにつきXレアが2枚確定する。
- 第2弾 激翔(BS02) 2008年12月11日発売。

ブースター：全115種（C:73、U:17、R:14、M:7、X:4）自販機ブースター 4枚入、ブースターパック 8枚入
黄属性の追加
- 第3弾 覇闘(BS03) 2009年3月6日発売。

構築済みデッキ「覇者の閃光～DYNAST'S FORCE～」：全19種（C:10、U:5、R:3、M:1）48枚入
構築済みデッキ「闘神の鼓動～GLADIATOR'S BEAT～」：全19種（C:10、U:5、R:3、M:1）48枚入
ブースター：全115種（C:73、U:17、R:14、M:7、X:4）自販機ブースター 4枚入、ブースターパック 8枚入
青属性の追加
- 第4弾 龍帝(BS04) 2009年6月11日発売。

ブースター：全118種（C:72、U:18、R:16、M:8、X:4）自販機ブースター 4枚入、ブースターパック 8枚入
- 第5弾 皇騎(BS05/SD01) 2009年8月7日発売。

ブースター：全88種 （C:48、U:18、R:12、M:6、X:4）自販機ブースター 4枚入、ブースターパック 8枚入
- 第6弾 爆神(BS06/SD02)2009年11月6日発売。

ブースター：全118種（C:72、U:18、R:16、M:8、X:4）自販機ブースター 4枚入、ブースターパック 8枚入
- 第7弾 天醒(BS07)2010年2月5日発売。

ブースター：全88種（C:48、U:18、R:12、M:6、X:4）自販機ブースター 4枚入、ブースターパック 8枚入
- 第8弾 戦嵐(BS08)2010年5月13日発売。

ブースター：全88種（C:46、U:18、R:12、M:8、X:6）自販機ブースター 4枚入、ブースターパック 8枚入
今回からXレアが全色登場。これに伴い1BOXにXレアが2枚確定封入するようになった。
- 第9弾 超星(BS09)2010年8月6日発売。

ブースター：全88種（C:46、U:18、R:12、M:8、X:6）自販機ブースター 4枚入、ブースターパック 8枚入
- 第10弾 星座編第1弾 八星龍降臨(BS10)2010年11月12日発売。

ブースター：全120種（C:72、U:18、R:16、M:8、X:6）自販機ブースター 4枚入、ブースターパック 8枚入
本作よりブレイヴが登場するようになった。
- 第11弾 星座編第2弾 灼熱の太陽(BS11)2011年2月11日発売。

ブースター：全90種（C:46、U:18、R:12、M:8、X:6）自販機ブースター 4枚入、ブースターパック 8枚入
- 第12弾 星座編第3弾 月の咆哮(BS12)2011年5月13日発売。

ブースター：全90種（C:46、U:18、R:12、M:8、X:6）自販機ブースター 4枚入、ブースターパック 8枚入
- 第13弾 星座編第4弾 星空の王者(BS13)2011年7月22日発売。

ブースター：全97種（C:46、U:18、R:12、M:8、X:6、スペシャルX:7）自販機ブースター 4枚入、ブースターパック 8枚入
星座編の最終章として、今までキャンペーン配布されたXレアカードを封入させた『Xレアエディション』として発売。
- 第14弾 覇王編第1弾 英雄龍の伝説(BS14)2011年10月8日発売。

ブースター：全120種+1種+1種（C:72､U:18､R:16､M:9､X6､）
『陽昇ハジメデッキ』で登場したマスターレア『英雄龍ロード・ドラゴン』が収録されている。
- 第15弾 覇王編第2弾 黄金の大地(BS15)2011年12月16日発売。

ブースター：全90種（C:46、U:18、R:12、M:8、X:6）自販機ブースター 4枚入、ブースターパック 8枚入
- 第16弾 覇王編第3弾 爆裂の覇道(BS16)2012年3月9日発売。

ブースター：全90種（C:46、U:18、R:12、M:8、X:6）自販機ブースター 4枚入、ブースターパック 8枚入
- 第17弾 覇王編第4弾 剣（つるぎ）舞う世界(BS17)2012年5月26日発売。

ブースター：全90種（C:46、U:18、R:12、M:8、X:6）自販機ブースター 4枚入、ブースターパック 8枚入
- 第18弾 覇王編第5弾 覇王大決戦(BS18)2012年7月28日発売。

ブースター：全97種（C:46、U:18、R:12、M:8、X:6、スペシャルX:7）自販機ブースター 4枚入、ブースターパック 8枚入
覇王編の最終章として、キャンペーン配布されたXレアカードを封入させた『Xレアエディション』として発売。
- 第19弾 剣刃（ツルギ）編第1弾 聖剣時代（ソードジェネレーション）(BS19)2012年10月13日発売。

ブースター：全122種（C:72、U:18、R:16、M:8、X：6、ソードブレイヴ(X):2)
本作よりカードフレームが仕様変更され、カードの英語表記が廃止された。また、アンコモンの全種類にタバック仕様のパラレルカードが登場し、MレアやXレアも同様にパラレル仕様に変更された。なお、Xレアのパラレルカードはイラスト違いである。さらにXレアが8枚になったことにより、1BOXにXレアが3枚（その内1枚はXレアブレイヴ）確定封入するようになった。
- 第20弾 剣刃（ツルギ）編第2弾 乱剣戦記（クロスクライシス）(BS20)2012年12月21日発売。

ブースター：全92種（C:46、U:18、R:12、M:8、X:6、ソードブレイヴ(X):2）
- 第21弾 剣刃（ツルギ）編第3弾 光輝剣武（シャイニングストーム）(BS21)2013年3月8日発売。

ブースター：全92種（C:46、U:18、R:12、M:8、X:6、ソードブレイヴ(X):2）
- 第22弾 剣刃（ツルギ）編第4弾 暗黒刃翼（カオストルネード）(BS21)2013年5月24日発売。

ブースター：全98種（C:46、U:18、R:12、M:8、X:6、ソードブレイヴ(X):2、スペシャルX:6）
本作よりバトスピ部のポイントシリアルカードが封入される。1枚につき20ポイント。スペシャルXレアエディションとして発売。また、バトスピ初のBOX購入特典として『白夜の宝剣ミッドナイト・サン』か『渚のトリックスター』のいずれか1枚が付いてくる。
- 第23弾 剣刃（ツルギ）編第5弾 剣刃神話（ソードディスティニー）(BS23)2013年8月9日発売。

ブースター：全92種（C:46、U:18、R:12、M:8、X:6、ソードブレイヴ(X):2）
剣刃編の最終章。BOX購入特典としてソードディスティニーか渚の乙女ヴィエルジェのどちらか1枚が封入される。
- 第24弾 アルティメットバトル01 (BS24)2013年10月26日発売。

ブースター：全122種（C:72、U:18、R:16、M:8、X:2、アルティメット(X):6）
本作よりアルティメットが登場するようになり、1BOXにXレアが3枚（その内2枚がXレアアルティメット）確定封入するようになった。
- 第25弾 アルティメットバトル02 (BS25)2014年1月11日発売。

ブースター：全97種（C:45、U:18、R:12、M:8、X:2、アルティメット(X):6、キャンペーン(X):6）
Xレア+6!スーパーGETキャンペーンとして発売。次代スピリットカードを収録したキャンペーンXレア6種を収録。1BOXに2枚は確定。
- 第26弾 アルティメットバトル03 (BS26)2014年3月21日発売。

ブースター：全91種（C:45、U:18、R:12、M:8、X:2、アルティメット(X):3、裏12宮ブレイヴ(X):3）
- 第27弾 アルティメットバトル04 (BS27)2014年5月24日発売。

ブースター：全93種（C:45、U:18、R:12、M:8、X:2、アルティメット(X):3、裏12宮ブレイヴ(X):3、キャンペーン(X):2）
WUトリガーを持つ、アルティメット・アポロドラゴンとアルティメット・ストライクヴルムを収録したキャンペーンXレア2種を収録。1BOXに各種1枚は確定。
- 第28弾 アルティメットバトル05 (BS28)2014年8月9日発売。

ブースター：全91種（C:45、U:18、R:12、M:8、X:2、アルティメット(X):6）
- 第29弾 アルティメットバトル06 (BS29)2014年10月25日発売。

ブースター：全91種（C:45、U:18、R:12、M:8、X:2、アルティメット(X):4、裏12宮ブレイヴ(X)1、ソードブレイヴ(X):1）
- 第30弾 アルティメットバトル07 (BS30)2015年1月17日発売。

ブースター：全97種（C:45、U:18、R:12、M:8、X:3、アルティメット(X):4、ソードブレイヴ(X)1、キャンペーン(X)6）
アルティメットバトル最終章として、次代スピリットがソードブレイヴ化したキャンペーンXレア6種を収録。1BOXに2枚は確定。
- 第31弾 烈火伝 第1章(BS31)2015年4月25日発売。

ブースター：全122種（C:72、U:18、R:16、M:8、X:6、XX:2）
本作よりバトスピ部のポイントカードの封入が1パックに1枚から、1パックに25％の確率で封入に変更され、ポイントも20ポイントから100ポイントに増加した。1BOXに5枚は確定封入。新レアリティXXレアが登場し、Xレアが各色1枚ずつになった。1BOXにXレアが2枚確定封入。XXレアが1BOXに25％の確率でMレア枠内で1枚追加封入する。その入手難易度はとてつもなく高いが、強さはXレアを超えるレベルとなっている。
- 第32弾 烈火伝 第2章(BS32)2015年7月25日発売。

ブースター：全91種（C:45、U:18、R:12、M:8、X:6、XX:2）
- 第33弾 烈火伝 第3章(BS33)2015年10月17日発売。

ブースター：全94種（C:45、U:18、R:12、M:8、X:3、アルティメット(X):3、XX:2、キャンペーンカード:3）
ソウルバースト転生キャンペーンとして発売。ソウルバースト転生キャンペーンの投票で決められたキャンペーンカード3種を収録。1BOXに2枚は確定。
- 第34弾 烈火伝 第4章(BS34)2016年1月30日発売。

ブースター：全98種（C:45、U:18、R:12、M:8、X:6、XX:1、アルティメット(XX):1、ブースターパックキャンペーン(X):6、自販機ブースターキャンペーン(X):1）
烈火伝最終章として、史上初のブースターパックと自販機ブースターにそれぞれ違うキャンペーンXレアを収録。1BOXに2枚は確定。またブースターパック史上初のXXレアアルティメットも収録し、アニメ連動カードは烈火伝シリーズ最多で、20％がアニメに登場する。本作をもって、レアリティ:U(アンコモン)が廃止される。
- 構築済みデッキのカードは全て専用カードであるが、一部は雑誌の付録や食玩（ウエハース・チョコスナック）などのおまけ、構築再録パックで購入可能。同名カードがイラスト変更あり。
- プロモーションカード

関連製品、書籍の付録、大会の参加賞等として配布されるものと、公認大会優勝記念品として配布される裏Xレアカード（現在、赤･紫･緑･白･黄･青）が存在する。
通常の自販機ブースターでは、キャンペーンカードも1種入っており、自販機では全○○＋○○（Xレアの枚数）＋1種となる。

### その他ブースター及び構築済みデッキ

#### ブースター
Xレアパック『龍皇ジークフリード』
2010年3月18日発売
内容：龍皇ジークフリード（M仕様）1、C:4、EX:3
伝説のXレア『龍皇ジークフリード』などの人気カードを収録したパック。限定配布された幻のプロモーションカードも3枚収録。
少年激覇カードバトラーズパック
2010年4月15日発売
内容：赤・紫・緑・白属性のうちいずれかのカード8枚
カードバトラー初心者のためのブースターパック。
Xレアパック『魔龍帝ジークフリード』
2010年6月11日発売
内容：X（キラカード）1、C:1、R:6
第4弾収録の七龍帝のXレア『魔龍帝ジークフリード』を収録。
少年激覇カードバトラーズパックダブル
2010年7月8日発売
内容：6属性のうちいずれかのカード8枚
カードバトラー初心者のためのブースターパック2弾。
太陽のブレイヴパック
2010年10月8日発売
内容：紫・緑・白・黄属性のうちいずれかのカード16枚
『馬神ダンデッキ 太陽の合体ドラゴン』を強化する拡張パック。カード属性は全て固定されており、それぞれの属性のブレイヴカードが2枚封入されている。
ハイランカーパック
2010年12月25日発売
内容：6属性のうちいずれかのカード8枚（自販機ブースターでは4枚）
ハイランカーデッキを強化する拡張パック。公式サイトの投票で選ばれた『サイレントウォール』などの人気カードが箔押し加工、及び新規イラストで再登場し、バトスピチャンピオンシップ会場で限定販売された『リミテッドパック』のカードも収録。また、その他の拡張パックとしては初めて自販機での販売もされた。
Xレアパック レジェンドエディション
2011年3月11日発売。
内容：6属性のうちいずれかのカード8枚
6属性のXレアを完全収録し、『超星』までの人気カードが登場。
Xレアパック 超覚醒! ダブル ガイ・アスラ
2011年8月12日発売
内容：幻羅星龍ガイ・アスラ、天地神龍ガイ・アスラそれぞれ1枚、コモンカード6枚
最凶のXレア『幻羅星龍ガイ・アスラ』とキャンペーン配布された『天地神龍ガイ・アスラ』を1枚ずつ収録し、全てのカードがMレア仕様となっている。
ヒーローハイランカーパック
2012年1月28日発売
内容：6属性のうちいずれかのカード8枚（自販機ブースターでは4枚）
ハイランカーパックと同様、属性ごとのカードが収録されている。
Xレアパック プレミアムエディション
2012年2月17日発売
内容：6属性のうちいずれかのカード8枚
再録パックとしては初めて一部パックに裏Xレアを収録。
星座編12宮ブースター前編
2012年8月10日発売
内容：星座編からの再録カード6枚（自販機ブースターでは4枚）
種類：全73種（C:30種、U:15種、R:12種、M:4種、X:12種）
星座編からの人気カードを再録。再録パックとしては初めてランダム収録となっている。
星座編12宮ブースター後編
2013年2月8日発売
内容：星座編からの再録カード6枚（自販機ブースターでは4枚）
種類：全73種（C:24種、U:15種、R:12種、M:4種、X:12種、EX:6種）
前編同様、星座編からの人気カードを再録。さらに、EXとして新規に設定されたスピリットも登場した。
Xレアパック キングマスターエディション
2013年7月6日発売
内容：10種類のうちいずれかのカード8枚
Xレアパックとしては初めて属性ごとではなく10種類のXレアスピリットを中心にした仕様となっている。
ドリームブースター バーストインパクト
2013年11月23日発売
種類：全50種（C:18種、U:12種、R:8種、M:5種、X:7種。過去の再録34種）
新規カードを含め、収録カード全てがバースト効果を持つカードとなっているパッケージ。
ディーバブースター 女神達の調べ
2014年2月15日発売
種類：全42種（C:15種、U:12種、R:9種、M:3種、X:3種）
黄属性のカードだけが収録された、シリーズ初の単色ブースターパック。全てのカードが系統・詩姫（ディーバ）のスピリットとそのサポートカードで構成されている。

#### 構築済みデッキ
轟天のヘヴンズドア
2009年12月10日発売
内容：カード40+4枚（C:27+4、U:10、R:2、M:1）、特製プレイシート1枚、完全攻略マニュアル1冊、特製メンバーズカード1枚
青属性と黄属性で構築されたデッキ。
轟天のヘヴンズドア 限定スペシャルセット
2009年12月10日発売
内容：轟天のヘヴンズドア（通常版）、特製ライフカウンター、特製カードケース、黄道のコア15個
『轟天のヘヴンズドア』のスペシャル版。
馬神ダンデッキ 太陽の合体（ブレイヴ）ドラゴン
2010年9月10日発売
内容：カード40枚（C:27、U:10、R:2、M:1）、プレイシート1枚、ルールマニュアル1冊、コア15個
『バトルスピリッツ ブレイヴ』で、主人公の馬神ダンが使うデッキを完全収録。
ハイランカーデッキ ジーク進化レボリューション
2010年12月10日発売
内容：カード42枚（C:21、U:8、R:5、M:1、X:7）、プレイシート1枚、ルールマニュアル1冊、コア15個
赤属性中心のデッキ。歴代の人気カードが全て箔押し仕様で登場し、5種類のXレアが収録。
ハイランカーデッキ デスクロスブースト
2010年12月10日発売
内容：カード42枚（C:17、U:11、R:7、X:7）、プレイシート1枚、ルールマニュアル1冊、コア15個
紫・緑属性中心のデッキ。『ジーク進化レボリューション』と同様、歴代の人気カードが全て箔押し仕様で登場し、5種類のXレアが収録。
ハイランカーデッキ 武装機神ダイヤモンド
2011年3月11日
内容：カード42枚（C:12、U:13、R:7、M:1、X:5、EX:2）、プレイシート1枚、ルールマニュアル1冊、コア15個
白属性中心のデッキ。他のハイランカーデッキ同様、人気カードが箔押し仕様で登場し、ハイランカーデッキ初のブレイヴが登場した。
馬神ダンデッキ ブレイヴセンチュリオン
2011年4月8日発売
内容：カード40枚（C:27、U:10、R:2、M:1）、プレイシート1枚、ルールマニュアル1冊、コア15個
『バトルスピリッツ ブレイヴ』で、ダンと劇中に登場する人類軍『センチュリオン』が使うデッキを完全収録。
陽昇ハジメデッキ バーストヒーローズ
2011年9月16日発売
内容：カード40枚（C:27、U:8、R:4、M:1）、プレイシート1枚、ルールマニュアル1冊、コア15個
『バトルスピリッツ 覇王』で、主人公の陽昇ハジメが使うデッキを完全収録。
はじめてのバトルセット
2011年9月16日発売
内容：カード80枚（C:56、U:11、R:8、M:5）、コア30個、かんたん説明書2冊、チュートリアルDVD1枚、プレイシート2枚、ルールマニュアル1冊、ボイドケース1個
赤紫デッキと白緑デッキの二つのデッキで、家族や友達とバトルを楽しむ初心者用デッキ。
ハイランカーデッキ 究極のダブルノヴァデッキ
2011年11月18日発売
内容：カード42枚（C:12、U:10、R:7、M:4、X:5、EX:4）、プレイシート1枚、マニュアル1冊、コア15個
ハイランカーデッキシリーズに『ノヴァ』が登場。さらに覇王編第2弾から2種が先行収録。
はじめてのバトルセット VSハイランカー
2012年3月23日発売
内容：カード80枚（C:45、U:17、R:4、M:3、X:7、EX:4）、コア30個、かんたん説明書2冊、チュートリアルDVD1枚、プレイシート2枚、ルールマニュアル1冊、ボイドケース1個
赤白デッキと青赤デッキの二つのデッキで家族や友達とバトルを楽しむ初心者用デッキ。デッキ構成が変更され、XレアとEXが収録された。
ツルギデッキ シャイニングチャージ
2012年9月8日発売
内容：カード40枚（C:24、U:12、R:1、M:1、X:2）、特製ライフカウンター、プレイシート1枚、マニュアル1冊、コア15個
『バトルスピリッツ ソードアイズ』で、主人公のツルギ・タテワキが使用するデッキを再現。『強化（チャージ）』に特化したデッキとなっている。
白夜王ヤイバデッキ ダークラッシュ
2012年9月8日発売
内容：カード40枚（C:24、U:12、R:1、M:1、X:2）、特製ライフカウンター、プレイシート1枚、マニュアル1冊、コア15個
『バトルスピリッツ ソードアイズ』で、ツルギのライバル・白夜王ヤイバが使用するデッキを再現。『連鎖（ラッシュ）』に特化したデッキとなっている。
はじめてのバトルセット 出撃!シャイニングソード
2012年9月8日発売
内容：カード80枚（C:46、U:21、R:2、M:2、X:7、EX:2）、コア30個、かんたん説明書2冊、チュートリアルDVD1枚、プレイシート2枚、ルールマニュアル1冊、ボイドケース1個
赤デッキと赤白デッキの二つのデッキで家族や友達とバトルを楽しむ初心者用デッキ。
属性開眼デッキ アメジスト
2012年11月16日
内容：カード40枚（C:34、U:2、R:2、M:1、X:1）、プレイシート1枚、ルールマニュアル1冊、デッキの使い方解説1枚
紫属性の超強力デッキが登場。
属性開眼デッキ エメラルド
2012年11月16日
内容：カード40枚（C:30、U:4、R:2、M:1、X:1、EX:2）、プレイシート1枚、ルールマニュアル1冊、デッキの使い方解説1枚
緑属性の超強力デッキが登場。
属性開眼デッキ トパーズ
2012年11月16日
内容：カード40枚（C:28、U:8、R:2、M:1、X:1）、プレイシート1枚、ルールマニュアル1冊、デッキの使い方解説1枚
黄属性の超強力デッキが登場。
属性開眼デッキ サファイア
2012年11月16日
内容：カード40枚（C:30、U:6、R:2、M:1、X:1）、プレイシート1枚、ルールマニュアル1冊、デッキの使い方解説1枚
青属性の超強力デッキが登場。
新ツルギデッキ ダークネスファング
2013年3月22日発売
内容：カード40枚（C:24、U:12、R:1、M:1、X:2）、特製ライフカウンター、プレイシート1枚、マニュアル1冊、コア15個
『バトルスピリッツ ソードアイズ』で、主人公のツルギ・タテワキが使用する2代目のデッキを再現。
バトスピやろうぜ! はじめてのソードアイズセット
2013年3月22日発売
内容：カード80枚（光の赤デッキ&闇の赤デッキ）＋10枚（バーストカード）、コア30個、かんたん説明書2冊、チュートリアルDVD1枚、プレイシート2枚、ルールマニュアル1冊、ボイドケース1個
『ツルギデッキ シャイニングチャージ』と『新ツルギデッキ ダークネスファング』をセットで収録、さらにバースト効果を持つカードを『はじめてカード』として収録し、友達や家族とバトルを楽しむ初心者用デッキ。チュートリアルDVDはアニメの映像となっており、ツルギとブリンガーがバトスピのルールを解説するという内容となっている。
アルティメットデッキ 灼熱のゼロ
2013年9月14日発売
内容：カード40枚（C:24、U:12、R:1、M:2、X:1）、コア15個、プレイシート1枚、ルールマニュアル1冊、アルティメット攻略の書1冊
『最強銀河 究極ゼロ 〜バトルスピリッツ〜』で、灼熱のゼロが使用する赤属性デッキを再現。真・覚醒が初登場。
アルティメットデッキ 白銀のゼロ
2013年9月14日発売
内容：カード40枚（C:24、U:12、R:1、M:2、X:1）、コア15個、プレイシート1枚、ルールマニュアル1冊、アルティメット攻略の書1冊
『最強銀河 究極ゼロ 〜バトルスピリッツ〜』で、白銀のゼロが使用する白属性デッキを再現。
はじめてのバトルセット 決めろ!アルティメットトリガー
2013年9月14日発売
内容：カード80枚（C:40、U:14、R:13、M:4、X:6、PX:1、EX:2）、コア30個、プレイシート2枚、ルールマニュアル1冊、ボイドケース1個、デッキ説明書2冊、チュートリアルDVD1枚
『アルティメットデッキ 灼熱のゼロ』と再録カードの白属性中心のデッキをセットで収録。
アルティメットデッキ 疾風のゼロ
2013年12月14日発売
内容：カード40枚（C:24、U:12、R:1、M:2、X:1）、コア15個、プレイシート1枚、ルールマニュアル1冊、アルティメット攻略の書1冊
『最強銀河 究極ゼロ 〜バトルスピリッツ〜』で、疾風のゼロが使用する緑属性デッキを再現。
アルティメットデッキ 明の明星（ほし）のエリス
2013年12月14日発売
内容：カード40枚（C:24、U:12、R:1、M:2、X:1）、コア15個、プレイシート1枚、ルールマニュアル1冊、アルティメット攻略の書1冊
『最強銀河 究極ゼロ 〜バトルスピリッツ〜』で、エリスが使用する黄属性デッキを再現。
アクセル全開デッキ 紺碧のゼロ
2014年4月26日発売
内容：カード40枚（C:27、U:9、R:1、M:2、X:1）＋10枚（予備カード〈C:1、U:5、R:3、X:1〉）、コア15個、プレイシート1枚、ルールマニュアル1冊、アルティメット攻略の書1冊
『最強銀河 究極ゼロ 〜バトルスピリッツ〜』で、紺碧のゼロが使用する青属性デッキを再現。さらにデッキ改造用の予備カードを『究極ダッシュカード』として収録。
メガデッキ 究極フルスロットル
2014年4月26日発売
内容：カード42枚（C:20、U:12、R:1、M:3、X:6）、コア15個、プレイシート1枚、ルールマニュアル1冊、アルティメット攻略の書1冊
収録カードすべてがキラカード（Xレア以外は銀蒸着仕様）。再録カードは新フレーム仕様で、スピリットカードは新規イラストとなっている。『最強銀河 究極ゼロ 〜バトルスピリッツ〜』で、キリガが使用するデッキがモチーフ。
アルティメットデッキ 新たなる太陽
2014年10月11日発売
内容：カード40枚（C:30、U:6、R:1、M:1、X:2）、赤色コア15個、プレイシート1枚、ルールマニュアル1冊、アルティメット攻略の書1冊
スペシャルデッキセット 12宮Xレアの輝き
2014年11月14日発売
内容：カード40枚（C:14、U:7、R:1、M:2、X:16）＋20枚（デッキ強化カード〈C:2、U:5、R:8、M:5〉）、コア30個、スリーブ60枚、カードケース1個、プレイシート1枚、ルールマニュアル1冊、アルティメット攻略の書1冊
星座編の12宮Xレアを完全収録。
アルティメットデッキ 新たなる太陽
2014年12月13日発売
内容：カード40枚（C:30、U:6、R:1、M:1、X:2）、緑色コア15個、プレイシート1枚、ルールマニュアル1冊、アルティメット攻略の書1冊
ソウルデッキ 戦国紅蓮
2015年4月11日発売
内容：カード40枚（C:23、U:13、R:1、M:2、X:1）、コア15個、ソウルコア1個、プレイシート1枚、ランカーパス1枚、ルールマニュアル＆漫画冊子1冊
『バトルスピリッツ 烈火魂』の主人公・烈火幸村のデッキをモチーフにしている。
バトルスピリッツ ディーバ総選挙BOX2024
2025年2月発売予定
内容：カード40枚、カードスリーブ（50枚入り）2種各1セット、カードケース1個、プレイマット1枚、ストレージボックス1個、ブロマイド風メタリックカード10枚
『第8回ディーバ総選挙』で1位に輝いた「フォンニーナ」のグッズセット記念商品。構築済みのフォンニーナデッキを収録のほか、サプライも全てフォンニーナづくしになっている。

#### コンビニ限定品
コア&ブースターパックDX
2008年9月13日発売
セット内容：第1弾ブースターパック5パック、特製コア20個、プレイシート1枚、かんたんルールDVD1枚
『龍帝』コア&ブースターパックDX
2009年6月11日発売
セット内容：第4弾『龍帝』ブースターパック6パック、コア15個、『龍帝』プレイシート1枚、龍帝ボイド1個
『爆神』ストレージボックス&ブースターパックDX
2009年11月12日発売
セット内容：第6弾『爆神』ブースターパック6パック、ストレージボックス
『天醒』ストレージボックス&ブースターパックDX
2010年2月5日発売
セット内容：第7弾『天醒』ブースターパック6パック、ストレージボックス
この他の構築済みデッキの入手可能な媒体には、『月刊コロコロコミック』『最強ジャンプ』等の小学生向け雑誌や、『Vジャンプ』等のゲーム誌があり、その場合市販デッキにはない、雑誌独自のプロモカードの入ったものもある。

バトルスピリッツチョコウエハース
2010年6月14日発売
1パックカード1枚+ウエハース
全20種
コモン(C)：4　アンコモン(U)：3　レア(R)：4　マスターレア(M)：8　Xレア(X)：1
- 2022年現在も新商品が登場している、バトルスピリッツウエハースの記念すべき第一弾。 当時はまだウエハースオリジナルのXレアは存在せず、再録カードも全て既存のイラストだった。
- 収録カードは、全てBS01ナンバーから再録されたスピリットになっている。
- パッケージイラストは、龍皇ジークフリードと馬神 弾。 背景には、原始鳥フェニキオスと幻龍シェイロンも描かれている。

(※以下、カード名の隣にレアリティの記述がないものはコモンです)
Before:バトルスピリッツウエハースチョコ
After:バトルスピリッツブレイヴチョコスナック
2010年8月30日発売
全21種1枚(1パック1枚入)
- パッケージイラストは龍皇ジークフリード&巨神機トール/雷皇龍ジークヴルム&鉄騎皇イグドラシルの2種。

コモン(C)：6　レア(R)：7　マスターレア(M)：6　Xレア(X)：2
Before:バトルスピリッツブレイヴウエハース～太陽のブレイヴ編～
After:バトルスピリッツ覇王ウエハースリミテッドスペシャル
2011年10月25日発売
全16種1枚(1パック1枚入)
- パッケージイラストはアニメ『バトルスピリッツ覇王』の陽昇ハジメ&英雄龍ロード・ドラゴン。

コモン(C)：13 マスターレア(M)：1　Xレア(X)：2
Before:バトルスピリッツ覇王ウエハース
After:バトルスピリッツ覇王ウエハース～白き要塞降臨～
2012年1月9日発売
全20種1枚(1パック1枚入)
- パッケージイラストはアニメ『バトルスピリッツ覇王』の陽昇ハジメ&英雄龍ロード・ドラゴン。
- リミテッドの名がさす通りリミテッドパックのカードが多数再録されている。

コモン(C)：7 アンコモン(U)：2 マスターレア(M)：1 Xレア(X)：1 EX(EX)：9

## イラストレーター
- 第1弾から参加
  - 相崎勝美・相沢美良・青井岳人・PLEX青木哲也・浅川圭司・石垣純哉・今石進・一徳・開田裕治・かんくろう※・輝楽・弘司・小林裕也・斉藤コーキ・四季童子（フルメタルパニック!シリーズ）・末弥純・鈴木理華・高梨かりた・田口順子・竹内敦志・つかぽん・槻城ゆう子・巴ヨシヤス・中島鯛・七瀬葵・七水剛多・原友和・日野慎之助・藤井英俊・丸山浩・御崎智敬・米田仁士・若菜等+Ki
- 第2弾から参加
  - 高苗京鈴・船弥さ吉・ぽぽるちゃ・やまだたかひろ・玲衣
- 第3弾から参加
  - 斉藤和衛・原田みどり
- 第4弾から参加
  - K2商会・平田亮・鶴見悠
- 第5弾から参加
  - ササトモ・草彅琢仁・ヒラタリョウ
- 第6弾から参加
  - しもがさ美穂（バトルスピリッツ 少年突破バシンキャラクターデザイン）
- プロモーションカード
  - 藤異秀明・吉崎観音（ケロロ軍曹）・一式まさと

※はプレイバイウェブで活躍中のイラストレーター

## アニメ作品
2000年代後期から現在に至るまで、8つのテレビアニメシリーズ作品が放送。大きく分けるとアニメ制作会社と放送ネットの違いで2つの「期」があるため、それぞれについて別々に記載する。なお全作品とも音響効果はフィズサウンドクリエイションだが、第1期の音響効果は蔭山満、『烈火魂』からは鷲尾健太郎が担当している。2018年4月からスタートしたブースターパックシリーズの煌臨編の続編である『バトルスピリッツ 神煌臨編』では、アニメシリーズに登場したキャラクターが次々と創界神ネクサスとしてカード化されている。
第1期（メ〜テレ・テレビ朝日系列作品）
2008年9月から2014年9月にかけて、ガンダムシリーズで知られるアニメ制作会社サンライズおよび名古屋テレビ放送（メ〜テレ）によるテレビアニメシリーズが6作品放送された、本放送時間はテレビ朝日系列（フルネット24局のみ）で毎週日曜7:00 - 7:30（いわゆるニチアサキッズタイム）。なお、『ブレイヴ』が『少年激覇ダン』の続編である以外は作品同士の繋がりはない。2014年9月の『究極ゼロ』最終回をもって、テレビアニメシリーズはひとまず終了した。
2014年3月12日には第1期作品の主題歌とエンディングテーマを完全収録したCDアルバム「バトルスピリッツ 〜MUSIC DECK THE BEST〜」が発売、CDと合わせて同梱されるDVDには歴代作品の主役キャラクターを担当した声優5名と『バシン』以外の全作品に出演している諏訪部順一によるバトスピトークが収録された（音声のみ）。
第2期（テレビ東京系列作品）
『究極ゼロ』終了から半年後の2015年、年をまたいで放送局をテレビ東京系列に変更し、アニメ新シリーズ『バトルスピリッツ烈火魂＜バーニングソウル＞』が同年4月より放送開始。このシリーズより、サンライズがキッズ・ファミリー系アニメ制作セクションを分離する形で設立したアニメ制作会社・バンダイナムコピクチャーズ（BN Pictures）が制作。ストーリーを担当するシリーズ構成や脚本家の面子も入れ替えとなった。第1期とのストーリー的な繋がりは直接的には無いが、2016年には「お正月スペシャル」として、『少年突破バシン』の主人公・バシンが「次元を越えてやってくる」という形で『烈火魂』の主人公・烈火幸村とタッグを組む「夢の共闘」が実現した。
2016年4月からはシリーズ第8作目（テレ東系では第2作目）『バトルスピリッツ ダブルドライブ』が放送開始したが、同作が終了した2017年3月をもってテレビアニメシリーズは再び休止することになった。
ネット配信
2019年6月以降、YouTubeを中心としたネット配信によるwebアニメを制作、ブースター商品の発売に合わせて不定期に公開している。
人気が高い『バトルスピリッツ ブレイヴ』の世界観を引き継いだ作品を、2022年現在3作品が制作されている。
2022年1月13日から、TOKYO MXとBS11において、毎週木曜22時30分～23時00分枠で、これら3作品を『バトルスピリッツ -コアの光主たち-』と一括りにした番組名で放送。

### アニメ作品一覧
メ〜テレ・テレビ朝日系列
- バトルスピリッツ 少年突破バシン（2008年9月7日 - 2009年9月6日）
- バトルスピリッツ 少年激覇ダン（2009年9月13日 - 2010年9月5日）
- バトルスピリッツ ブレイヴ（2010年9月12日 - 2011年9月11日）
- バトルスピリッツ 覇王（2011年9月18日 - 2012年9月2日）
- バトルスピリッツ ソードアイズ（2012年9月9日 - 2013年9月8日）
- 最強銀河 究極ゼロ 〜バトルスピリッツ〜（2013年9月22日 - 2014年9月21日）

テレビ東京系列
- バトルスピリッツ烈火魂＜バーニングソウル＞（2015年4月1日 - 2016年3月30日）
- バトルスピリッツ ダブルドライブ（2016年4月6日 - 2017年3月29日）

ネット配信
- バトルスピリッツ サーガブレイヴ（2019年6月15日 - 2020年1月24日）
  - BS11にて2020年1月26日、19:00～21:00に放送された「バトルスピリッツ アニメ祭」 内で、『ブレイヴ』最終話と共にテレビ初放送。
  - 上記『コアの光主たち』において、2022年1月13日から1月26日まで放送。
- バトルスピリッツ 赫盟のガレット（2020年8月28日 - 2021年4月23日）
- バトルスピリッツ ミラージュ（2021年10月29日 - 2022年3月31日）

## 漫画作品
- かつて角川書店から発行されていた『ケロケロエース』ではアニメのコミカライズの掲載と情報を展開しており、漫画を連載している他に、プロモーションカードを含む関連品を付録につけていた。2008年の発売前に『『ケロケロエース』オリジナルスターター完全セット（通称『ケロケロスターター』）』が付録になったことがある。
- 2011年以降は集英社から発行されている『Vジャンプ』や『最強ジャンプ』でもアニメのコミカライズや情報を掲載しており、2013年に『ケロケロエース』が休刊してからは『最強ジャンプ』が事実上のメイン情報誌になっている。

### バトスピ! 私たちバトルスピリッツ部ですっ☆
作者は渡辺とおる。『ヤングエース』2009年Vol.5より2010年12月号まで連載。全2巻。
女子高のバトスピ部の日常を描いており、しっかりとカードバトルをする描写は少なめである。主役の2人はアニメ『少年突破バシン』を意識したキャラデザインがされており、真綾はバシン、純はJに似た容姿を持っている。
1. 2010年3月26日発売 ISBN 978-4047154100
2. 2010年12月28日発売 ISBN 978-4047155909

### 特訓！バト☆スピ学園
作者は芳原舞人。『ケロケロエース』2008年9月号から2010年10月号まで掲載。

### SDバトスピ
作者はたかのあつのり。最強ジャンプ2013年10月4日発売号から2017年3月号まで掲載。

### バトルスピリッツ グランドナイツ
漫画／一式まさと。原作／矢立肇。最強ジャンプ2019年5・7・9・11月号及び2020年1・3月号に掲載。

#### 『グランドナイツ』の登場人物
獅子王 一騎(ししおう いっき)
系統「光導」デッキの使い手。栄闇徹魔らとチーム「獅子王騎士団」を結成しバトスピの大会に挑む。
炎槍 嵐朱(えんそう　らんす)
一騎に「転聖剣キャバルシフトオーダー」を渡した。
栄闇 徹魔(はるみ てつま)

鳳澄鳴 風牙(とりすな ふうが)

パーシヴァル
世界チャンピオンの少年。イギリスの由緒ある騎士の家柄の生まれ。一騎達「獅子王騎士団」の実力を認めて、彼らにバトスピ世界大会への招待状を渡した。

### 漫画作品一覧
ケロケロエース
- バトルスピリッツ 少年突破バシン
- バトスピ! 私たちバトルスピリッツ部ですっ☆
- バトルスピリッツ 少年激覇ダン
- 特訓！バト☆スピ学園
- バトルスピリッツ ブレイヴ
- 覇王 龍

Vジャンプ
- バトルスピリッツ ブレイヴX

最強ジャンプ
- バトルスピリッツ 覇王
- バトルスピリッツ ソードアイズ
- SDバトスピ
- 最強銀河 究極ゼロ 〜バトルスピリッツ〜
- バトルスピリッツ 烈火魂
- バトスピ カリスマパラダイス(漫画／たかのあつのり・2015年7月号～2017年3月号掲載)
- バトルスピリッツ ダブルドライブ
- カラフルファンタジア SDバトスピ放浪伝(漫画／たかのあつのり・2017年5月号～2019年1月号掲載)
- バトルスピリッツ ダブルドライブ―六大輝石編―
- バトルスピリッツ ダブルドライブ―プロジェクトキマイラ編―
- ルーキー歓迎!!バトスピ教室(漫画／天望良一・2019年5月号～2020年3月号掲載)
- バトルスピリッツ グランドナイツ

## カリスマ

### ギャラクシー渡辺
バトスピ界のカリスマ。ロングヘアーの銀髪（2代目コスチューム以降は金髪）とサングラスが特徴。
バトスピチャンピオンシップでは、マイケル・エリオットと共に登場。
合言葉は「セクシー?No!ギャラクシー!」。
コスチュームは初登場以来固定されていたが、2011年よりコスチュームが2代目にマイナーチェンジされた。
『バトルスピリッツ 少年激覇ダン』『バトルスピリッツ 覇王』『バトルスピリッツ ソードアイズ』では、諏訪部順一が声優を担当しており、『少年激覇ダン』の第2期ED「バトル!ギャラクシー☆ステップ」もギャラクシー渡辺名義で歌っている。なお、『最強銀河 究極ゼロ ～バトルスピリッツ～』では、『バトルスピリッツ 少年突破バシン』に登場した彼をモデルにした渡辺ナナ男（ギャラクシーセブン）を演じた岸尾だいすけが声優を担当。

### ジャスティス立花
一式まさと版コミカライズ『バトルスピリッツ 覇王』番外編で顔出しし、『バトルスピリッツ　ソードアイズ』本編冒頭で本格的に登場する。声は立花慎之介。
合言葉は「This is My ジャスティス」。

### 暗黒戦士ボンバー
バトスピ界のカリスマの弄られ役。
2013年のバトスピMAXでデッキをスリーブに入れないことで他のカリスマから大顰蹙を買うが2014年現在もスリーブはつけていない模様。
『バトルスピリッツ 覇王』よりアニメにも登場している。声優は『覇王』では松田健一郎、『ソードアイズ』では小山力也、『最強銀河 究極ゼロ』では檜山修之が担当。
「バビブベボンバー」という合言葉を持っているが弄られながら退場することが多く、使用頻度はあまり高くない。
ボンバー新聞という独自のコンテンツを不定期に連載している。

### マジカルスター咲
バトスピ界で初の女性のカリスマ。
合言葉は「YES！マジカル！」。
アニメでは『最強銀河 究極ゼロ 〜バトルスピリッツ〜』で登場。声優は藤田咲が担当している。
大会などで頻繁に使用されるような強力なデッキを好む傾向がある。

### レジェンド立花
2015年から登場したバトスピ界のカリスマ。
合言葉は「これが俺の伝説だ！」。

### アグレッシブ健太
レジェンド立花と同じく2015年から登場したバトスピ界のカリスマ。
合言葉は「1、2、3、アグレッシブ！」。
『バトルスピリッツ 赫盟のガレット』には、彼をモデルにした「MC健大」（声・田中健大）が登場した。

### ミラクル伶美
2018年から登場した、バトスピ界で2人目の女性のカリスマ。
『バトルスピリッツ 赫盟のガレット』には、彼女をモデルにした「執事」（声・神谷伶美）が登場した。

## コンピューターゲーム作品
発売・配信元は、バンダイナムコエンターテインメント / フリュー株式会社。
バトルスピリッツ 輝石の覇者
2009年11月12日発売されたPSP用ソフト。
バトルスピリッツ ヒーローズ ソウル
2010年3月11日に発売されたPSP用ソフト。
バトルスピリッツ デジタルスターター
2010年8月5日に発売されたニンテンドーDS用ソフト。
バトルスピリッツ 覇者の咆哮
2012年4月2日に配信されたモバイルゲーム。
バトルスピリッツ コネクテッドバトラーズ
2022年4月14日に発売予定のNintendo Switch / PlayStation 4用ソフト(当初の発売予定日は2022年1月20日としていたが、品質向上を理由として同年4月14日へと変更された)。

### 客演作品
スーパーロボット大戦X-Ω
iOS / Android用アプリゲーム。複数のロボットアニメが共演するクロスオーバー作品。2019年5月に『バトルスピリッツ ブレイヴ』とのコラボイベントが開催され、馬神弾と月光のバローネが登場した。
本作はロボットアニメ作品ではないが、光龍騎神サジット・アポロドラゴンと月光龍ストライク・ジークヴルムがユニット扱いとなっており、他作品のロボットと同様に扱える。

## バトルスピリッツを扱った番組
アニメ以外にも、バトスピを中心に扱った番組が幾つか放送されている。本節はそれらをまとめて記載する。

### カートゥーン ネットワークのミニ番組
CS放送局『カートゥーン ネットワーク』で2009年から放送されているバトスピのミニ番組は、第1シリーズ『ギャラクシー渡辺のカードバトルステーション』、第2シリーズ『ギャラクシー渡辺のバトスピやろうぜ!』として放送。放送時間はいずれも毎週土曜日の8:55頃と18:25頃、毎週金曜日の17:55頃（CM枠で放送されているため、番組表には番組名などは一切書かれていない）。バトスピ界のカリスマ、ギャラクシー渡辺やその他のカリスマが公式サイトで募集したカードバトラーとバトルするという内容。スタジオ収録である。不定期にバトルスピリッツの大会やイベントの模様が放送される。
公式サイトで、第1シリーズではギャラクシー渡辺がバトルでキーカードとして使用したカードを1枚ピックアップし、第2シリーズではバトルで使用したデッキレシピ（デッキ構成）を紹介している。
2011年1月15日からは第3シリーズ『ギャラクシー渡辺のバトスピやろうぜ!DX』としてリニューアル。ギャラクシー渡辺が視聴者に寄せられたバトスピに関する質問に答える新コーナー『おしえて! ギャラクシー』も登場。
2012年1月14日からは第4シリーズとして『バトスピやろうぜX』になり、新たにジャスティス立花が登場した。
2013年1月19日から第5シリーズ『みんなやろうぜ　バトスピタイム』になり、新たにマジカルスター咲が登場。
2014年1月18日から第6シリーズ『みんなやろうぜ　バトスピパラダイス』が放送。新たに「親子タッグバトル」のコーナーが設けられた。また、ファイトの模様をほぼ完全な形で収録した「ロングバージョン」をweb限定で公開している。
2016年4月23日から『バトスピやろうぜ！VS（バーサス）』が放送。同年9月末日をもって打ち切りとなり、ミニ番組は廃止された。

### バトスピ エクストリームゲーム
2017年4月から、従来のミニ番組に代わる新番組として、YouTubeとLINE LIVEにて放送が開始された賞金100万円を賭けた番組。
MCは声優の喜山茂雄、ハライチの岩井勇気、仮面女子の月野もあが担当。2019年3月までは、同じく仮面女子の桜雪もMCを務めていた。ナレーションは声優の清水香里が担当。

### バトスピ大好き声優の生放送！
文化放送のインターネットラジオ『超!A&G』にて放送されている「超! mobile A&G presents 生放送!」内で月1で放送されているアニメ『バトルスピリッツ』出演声優陣による生放送番組。もともとは同番組で第3週に放送されている特別番組枠（Side B）で2度特別番組として放送されたもので、好評だったことから、2011年1月よりレギュラー放送が開始された。
毎月第2水曜日に放送されており、毎月第2木曜日（本放送翌日）にはリピート放送も行われている。パーソナリティは諏訪部順一、アシスタントは阪口大助と菅沼久義が担当。かつては、遠藤綾もアシスタントを務めていた他、放送時にはスタジオの外でギャラクシー渡辺がTwitterによる舞台裏の解説などを行っていた。
番組前半ではリスナーからのお便りで進行するコーナー、2018年からはバンダイのバトスピ担当者が最新カードを紹介するコーナーが追加された。後半はパーソナリティやゲストが生バトルを行う。ゲストについては文化放送モバイルplus presents 生放送!#「 - バトスピ大好き声優の生放送！」を参照。
2015年には「バトスピ大好き声優の生放送！」5周年を記念して、プレミアムバンダイにて「バトスピ大好き声優の生放送！ 5th MEMORIALBOX」が予約限定で販売された。
2018年3月には、諏訪部順一がゲームに触れる時間が作れない現状を憂慮してメインMCを卒業し、4月からは杉田智和が新MCとして加わった。
2020年には「バトスピ大好き声優の生放送！」10周年を記念して、プレミアムバンダイにて「バトスピ大好き声優の生放送！ 10周年メモリアルバトスピセット」が予約限定で販売された。

### アタックしますけど何か?
2013年10月よりバトスピアニメシリーズを放送し続けているメ～テレほか1局で放送する、バトスピ初のバラエティ番組。女性タレント・ウェザーガールズがバトスピに必要な様々なテクニックを身につけるため、毎回提示される「指令」をこなす。
このほか、『最強銀河 究極ゼロ』の主人公「一番星のレイ」をリスペクトする謎のバトスピバトラー「ゼロ番星のイチ」（声・杉田智和）がウェザーガールズと出演するミニアニメ『ぜろ×うぇざ』も放送（アニメ制作・サンライズ）。
出演者
- ウェザーガールズ
- COWCOW（第1・2回）
- 立花慎之介（ナレーション）

#### 放送局
| 放送地域   | 放送局   | 放送期間                                          | 放送日時                                               | 備考       |
| ---------- | -------- | ------------------------------------------------- | ------------------------------------------------------ | ---------- |
| 中京広域圏 | メ〜テレ | 2013年10月20日 - 12月22日                         | 日曜 1:20 - 1:50（土曜深夜）                           | 制作局     |
| 東京都     | TOKYO MX | 2013年10月22日 - 12月24日 2014年3月25日 - 3月27日 | 火曜 1:00 - 1:30（月曜深夜） 月曜 - 木曜 18:30 - 19:00 | 遅れネット |